# Objection Overruled
Objection Overruled is het negende studioalbum van de Duitse metalband Accept.
Het album klinkt rauw, zoals de albums Breaker, Restless and Wild, Metal Heart en Russian Roulette. Dit album is het laatste album dat werd opgenomen in de klassieke bezetting. Na Objection Overruled verliet gitarist Jörg Fischer de band definitief.

## Nummers
1. Objection Overruled (3:39)
2. I Don't Wanna Be Like You (4:19)
3. Protectors of Terror (4:04)
4. Slaves to Metal (4:38)
5. All or Nothing (4:31)
6. Bulletproof (5:05)
7. Amamos la Vida (4:39)
8. Sick, Dirty and Mean (4:34)
9. Donation (4:49)
10. Just by My Own (3:29)
11. This One's for You (4:10)

## Bezetting
- Udo Dirkschneider - zang
- Wolf Hoffmann - gitaar
- Jörg Fischer - gitaar
- Peter Baltes - basgitaar
- Stefan Kaufmann - drums